# Teheráni metró
A Teheráni metró (perzsául متروی تهران, latin betűs átírásban: Metro-ye Tehrān) egy több vonalból álló metrórendszer Irán fővárosában, Teheránban.
Ez a Közel-Kelet legnagyobb metrórendszere. A rendszert a Teheráni Városi és Elővárosi Vasút tulajdonolja és üzemelteti. Hat működő metróvonalból (és egy további elővárosi vasútvonalból) áll, és hét vonal építése van folyamatban, köztük a 4-es vonal északnyugati meghosszabbítása, a 6-os vonal déli meghosszabbítása, a 7-es vonal északnyugati és keleti meghosszabbítása, a 2-es vonal keleti meghosszabbítása, valamint a 10-es, 8-as és 9-es vonalak.
A teheráni metró naponta több mint 3 millió utast szállított 2011-ben. 2018-ban 820 millió utazás történt a teheráni metróval. 2023 decemberében a teljes rendszer hossza 292,1 kilométer, ebből 224,6 kilométer metróvonal. A tervek szerint 2040-re, az építkezés befejeztével a hálózat hossza 430 kilométer lesz, tizenegy vonallal.
A metró a hét minden napján 04:30 és 22:00 között közlekedik.

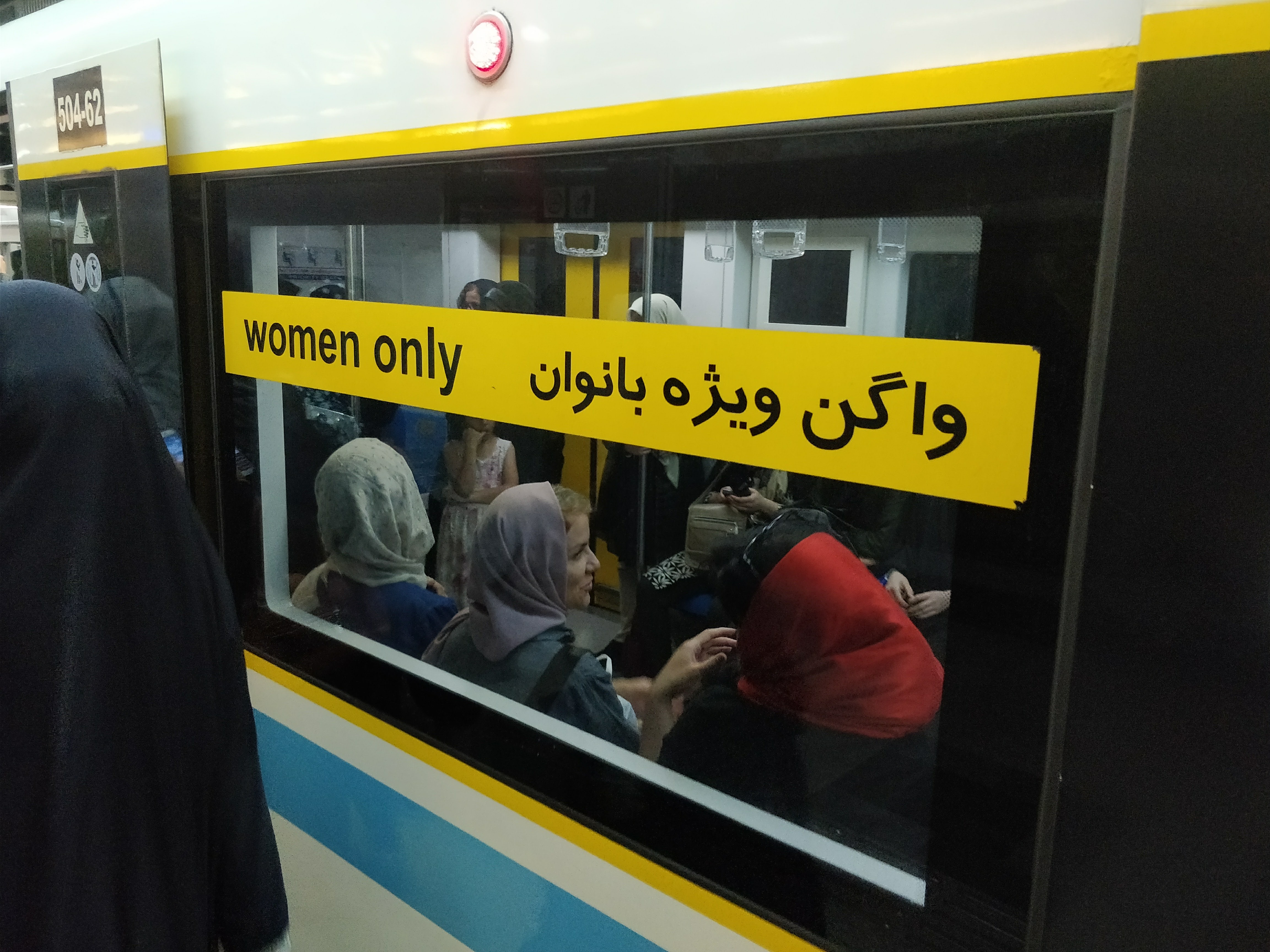
Nőknek fenntartott rész

A vonal normál nyomtávolságú és többnyire a föld alatt halad. A jegy ára 5300 iráni toman (kb. 0,05 amerikai dollár) minden utazásért, függetlenül a megtett távolságtól, de az előre fizetett jegyek használata sokkal olcsóbb. Az idősek ingyen utazhatnak a metróval. Teherán összes metrószerelvényén az első és a második kocsik fele mindkét végén nőknek van fenntartva. A nők továbbra is szabadon utazhatnak a többi kocsiban..

## Története
Először az 5-ös vonal készült el.

## Vonalak

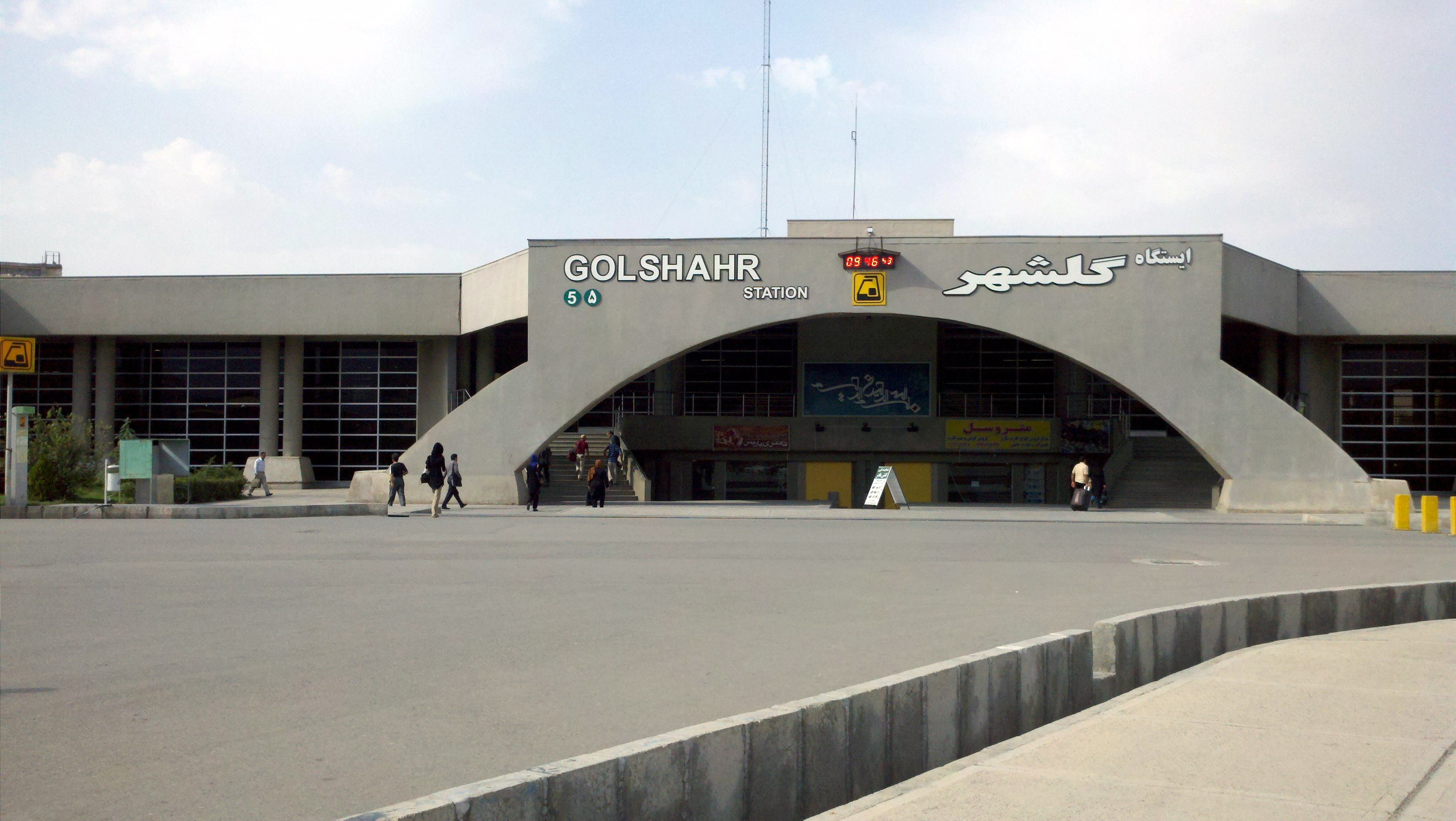
A Golshahr állomás (5-ös vonal) bejárata

| Vonal    | Vonal                            | Megnyitás éve | Hosszúság (km) | Állomások száma | Típus |
| -------- | -------------------------------- | ------------- | -------------- | --------------- | ----- |
| 1        | Tajrish ↔ Kahrizak               | 2001          | 36,2           | 29              | Metró |
| 2        | Sadegieh ↔ Farhang Sara          | 2000          |                | 22              | Metró |
| 3        | Shahid Beheshti ↔ Azadegan       | 2012          | 19             | 7               | Metró |
| 4        | Shahid Kolahduz ↔ Meydan-e Azadi | 2007          |                | 18              | Metró |
| 5        | Golshahr ↔ Sadegieh              | 1999          | 41,5[forrás?]  | 11              | HÉV   |
| Összesen | Összesen                         | Összesen      | 152            | 85              |       |